# Sabnie (gemeente)
De gemeente Sabnie is een landgemeente in het Poolse woiwodschap Mazovië, in powiat Sokołowski.
De zetel van de gemeente is in Sabnie.
Op 30 juni 2004 telde de gemeente 4040 inwoners.

## Oppervlakte gegevens
In 2002 bedroeg de totale oppervlakte van gemeente Sabnie 107,92 km², waarvan:
- agrarisch gebied: 74%
- bossen: 21%

De gemeente beslaat 9,54% van de totale oppervlakte van de powiat.

## Demografie
Stand op 30 juni 2004:
| Omschrijving                   | Totaal | Totaal | Vrouwen | Vrouwen | Mannen | Mannen |
| ------------------------------ | ------ | ------ | ------- | ------- | ------ | ------ |
| eenheid                        | aantal | %      | aantal  | %       | aantal | %      |
| inwoners                       | 4040   | 100    | 2011    | 49,8    | 2029   | 50,2   |
| bevolkingsdichtheid (inw./km²) | 37,4   | 37,4   | 18,6    | 18,6    | 18,8   | 18,8   |

In 2002 bedroeg het gemiddelde inkomen per inwoner 1287,97 zł.

## Aangrenzende gemeenten
Jabłonna Lacka, Kosów Lacki, Repki, Sokołów Podlaski, Sterdyń